# Scaphinotus striatopunctatus
Scaphinotus striatopunctatus är en skalbaggsart som beskrevs av Maximilien de Chaudoir. Scaphinotus striatopunctatus ingår i släktet Scaphinotus och familjen jordlöpare. Inga underarter finns listade i Catalogue of Life.